# El Capitan

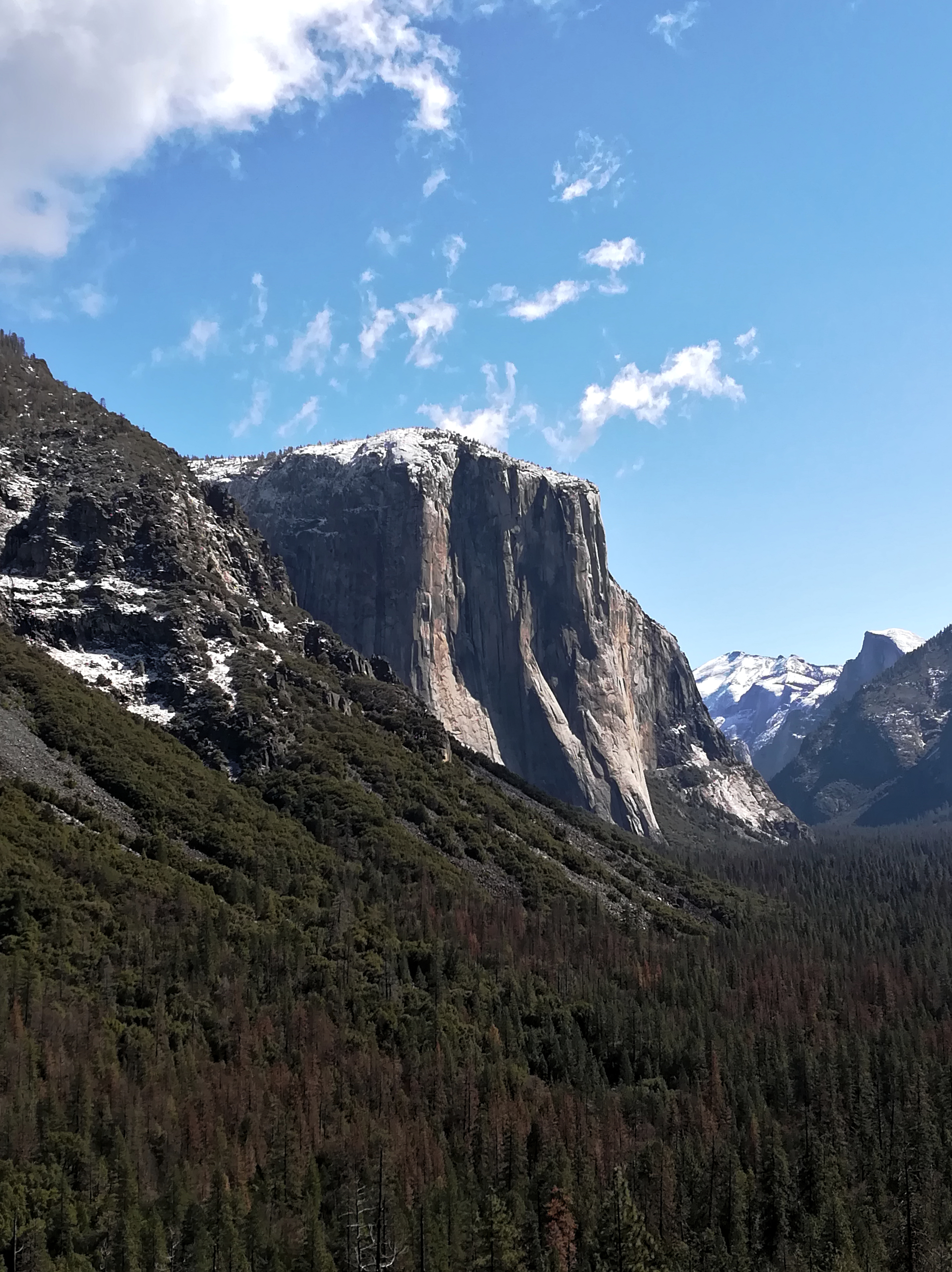
El Capitan

El Capitan là một kiến tạo đá dựng đứng trong vườn quốc gia Yosemite, nằm ở phía bắc của thung lũng Yosemite, gần phía tây.
Các khối đá granite dài khoảng 3.000 feet (900 m) từ chân đến đỉnh cao nhất của nó, và là một trong những thách thức yêu thích trên thế giới cho các nhà leo núi đá và vận động viên nhảy BASE.
El Capitan đã được Apple đặt tên cho hệ điều hành của máy Mac, gọi là OS X El Capitan
El Capitan nằm trong vườn quốc gia Yosemite tại California, hiện tại đang là kiến tạo đá riêng lẻ lớn nhất thế giới với những khối đá hoa cương cứng cáp, cao 3000 feet, còn được đặt tên là bức tường của bình minh, là thánh địa mà rất nhiều nhà leo núi muốn chinh phục, nhưng vì nó quá dốc và nguy hiểm nên cũng là cung đường khó leo nhất thế giới.